# Robert Villecampe
Robert Villecampe, né le 4 novembre 1912 à Nay-Bourdettes et décédé le 24 décembre 1990 à Pau, est un skieur alpin français.
Pionnier de la discipline du ski alpin, il prend part à deux éditions des Championnats du monde dans les années 1930 avec pour meilleur résultat une 24e place en slalom en 1932. Il y côtoie René Beckert, Raymond Berthet, André Jamet, André Tournier et François Vignole.

## Palmarès

### Championnats du monde
| Épreuve / Édition               | Descente | Slalom | Combiné |
| ------------------------------- | -------- | ------ | ------- |
| Mondiaux 1932 Cortina d'Ampezzo | 29e      | 24e    | 26e     |
| Mondiaux 1933 Innsbruck         | 38e      | 40e    | 36e     |